# Astylosternus perreti
Astylosternus perreti är en groddjursart som beskrevs av Jean-Louis Amiet 1978. Astylosternus perreti ingår i släktet Astylosternus och familjen Arthroleptidae. IUCN kategoriserar arten globalt som starkt hotad. Inga underarter finns listade.